# National Association for Research and Therapy of Homosexuality
Die National Association for Research and Therapy of Homosexuality (kurz: NARTH) ist eine nicht-kommerzielle Vereinigung mit Sitz in Encino, Kalifornien, USA, die der Ex-Gay-Bewegung zugerechnet wird. Die Vereinigung betrachtet Homosexualität als eine veränderbare Orientierung und sieht sich selbst als Interessenvertretung von Homosexuellen, die diese zu ändern wünschen. NARTH sieht die Kritik an ihren Behandlungsmethoden hauptsächlich als politisch motiviert an. Mitglieder sind nach eigenen Angaben in erster Linie Psychoanalytiker, Psychiater, Psychologen und Sozialarbeiter, die sich mit psychologischer Behandlung und Forschung über Homosexualität befassen sowie weitere Einzelpersonen, die die Ziele von NARTH unterstützen.

## Geschichte
Der Psychiatrieprofessor Benjamin Kaufman sowie die Psychologen Charles Socarides und Joseph Nicolosi gründeten im Jahre 1992 NARTH für wissenschaftliche Studien über mit Homosexualität verbundene Probleme sowie „reparative Therapie“. Aus ihrer Erfahrung und der ihrer Ansicht nach politisch motivierten Haltung der American Psychological Association (APA) sahen sie deren wissenschaftliche Integrität nicht mehr gewährleistet. In der Zwischenzeit haben sich noch Vertreter anderer Theorien über die Ursache und Veränderbarkeit von Homosexualität angeschlossen.
Der Verein ist 2003 gemeinsam mit anderen Organisationen der Ex-Gay-Bewegung der Initiative Positive Alternatives to Homosexuality (P.A.T.H.) beigetreten.
Ende März/Anfang April 2007 wurden alle relevanten Hinweise auf den in weiten Teilen der Szene wegen seiner Fernsehauftritte in Ungnade gefallenen ehemaligen Therapeuten und Lehrer Richard Cohen, die bisher auf der NARTH Webseite zu finden waren, herauseditiert und seine Artikel gelöscht.
Der Vorstand besteht derzeit aus neun Mitgliedern, von denen vier Leiter von anderen mit dem Thema befassten religiösen Organisationen sind.
| Funktion                          | Name                | Beruf                        | sonstiges Engagement                       |
| --------------------------------- | ------------------- | ---------------------------- | ------------------------------------------ |
| Präsident                         | Joseph J. Nicolosi  | Psychologe                   |                                            |
| Vizepräsident                     | Jerry Harris        | Ehe- und Familientherapeut   | Direktor von LDS Family Services           |
| Aufsichtsratsvorsitzender         | Benjamin Kaufman    | Psychoanalytiker             |                                            |
| Schatzmeister                     | David C. Pruden     |                              | Direktor von Evergreen International (LDS) |
| Exekutivsekretär                  | Arthur A. Goldberg  |                              | Co-Direktor von JONAH (jüdisch)            |
| Beisitzerin                       | Janelle M. Hallman  | Lizenzierte Beraterin        | Direktorin von Desert Hope Ministries      |
| Beisitzerin                       | Mary Beth Patton    | Psychotherapeutin            |                                            |
| Beisitzerin                       | Julie Harren        | Ehe- und Familientherapeutin |                                            |
| Direktorin für Veröffentlichungen | Linda Ames Nicolosi |                              |                                            |

Des Weiteren existiert ein 28 Personen umfassendes wissenschaftliches Beratungskomitee zu dem unter anderem Jeffrey Satinover und Gerard J. M. van den Aardweg zählen.

## Sichtweise der Homosexualität
Auf ihrer Homepage stellt NARTH fest, dass sie mit der American Psychological Association (APA) darin übereinstimmt, dass „biologische, psychologische und soziale Faktoren“ die sexuelle Identität bei den meisten Leuten in einem frühen Lebensalter formen. NARTH legt jedoch die Betonung mehr auf die psychologischen Einflüsse. Als exemplarische Beispiele für psychologische Faktoren werden Probleme in der frühen Familienbeziehung, sexuelle Verführung sowie ein wahrgenommenes Missverhältnis mit gleichgeschlechtlichen Gleichaltrigen angeführt, welche in eine Störung der Geschlechtsidentität münden können. Nach der Ansicht von NARTH ermutigt die Gesellschaft verunsicherte Jugendliche, sich selbst als schwul zu bezeichnen. Diese Ermutigung könne auch eine Beeinflussung darstellen, welche zu einer homosexuellen Entwicklung führe. NARTH erkennt an, dass biologische Faktoren wie pränatale Hormoneinflüsse oder genetische Faktoren die sexuelle Orientierung beeinflussen können, sagt aber auch, dass solche Faktoren nicht bedeuten, dass Homosexualität normal, Teil des menschlichen Designs, unvermeidbar oder unveränderbar sei. Laut NARTH unterstützen die Ergebnisse wissenschaftlicher Forschungen die Theorie, dass Homosexualität keine gesunde, natürliche Alternative zur Heterosexualität sei. In dieser Theorie sieht NARTH eine „uralte kulturelle Norm“.
Da NARTH zur Zeit ihrer Gründung hauptsächlich die reparative Therapie vertrat, spielt diese immer noch eine große Rolle. Die Washington Post berichtet, dass Vertreter der reparativen Therapie darin einig sind, dass sie Homosexualität „nicht als angeboren ansehen, sowie darin, dass sie sie niemals als normal bezeichnen“. Psychologen der reparativen Therapie, die stets bemüht sind zu betonen, dass sie die „Freie Wahl“ ihrer Klienten unterstützen, sehen darin jedoch keinen Widerspruch zu ihrer Ansicht, dass Homosexualität pathologisch sei. Homosexuelle seien somit aus ihrer Sicht „dem Schicksal verfallen, ein jämmerliches, ungesundes Leben zu führen“. NARTH betont jedoch auf ihrer Webseite, dass nur manche der in ihr vertretenen Therapeuten Homosexualität als pathologisch betrachten, während andere die Frage der Pathologie von Homosexualität offenlassen.
Nach David Leaman soll man sich nicht selbst als homosexuell bezeichnen, solange man nicht aktiv einen „homosexuellen Lebensstil“ gewählt hat, denn gewisse Zweifel an seiner Sexualität bedeuten noch nicht, dass man homosexuell ist.
Über die genauen Ursachen von Homosexualität gibt es unter den Mitgliedern unterschiedliche Ansichten.
- Einige halten den Zustand für eine Entwicklungsstörung, insbesondere für eine „Geschlechtsidentitätsstörung“ nach ihrer Auslegung, welche zu einer romantischen Idealisierung und Sexualisierung derjenigen Eigenschaften führt, welche der Einzelne in sich als mangelhaft erfährt.[10] Diese Ansicht ist bei Vertretern von Reorientierungstherapien im Ex-Gay-Bereich weit verbreitet.
- Andere, wie zum Beispiel Uriel Meshoulam, enthalten sich eines Urteils zur Pathologie und meinen, dass man einfach nur die subjektiven Probleme des Klienten ansprechen und ihnen bei ihren unglücklichen Konstruktionen und Einstellungen zu ihrer Sexualität helfen soll. Viele lernen dadurch, sich selbst und ihre Sexualität neu zu definieren und ihr Potential zu erweitern.[10]
- Wieder andere wie etwa Mark Stern sehen Homosexualität nicht als Funktionsstörung, sondern als verfehltes Potential – Homosexuelle verschlössen sich gegenüber einem Teil ihrer selbst und sagten „Nein“ zur Fortpflanzung.[10]

Der Gründer und Leiter Joseph Nicolosi vertritt den Standpunkt, Homosexualität sei eine Entwicklungsstörung und potentiell vermeidbar. Sie basiere auf einer Art Geschlechtsidentitätsdefizit und repräsentiere einen „Drang zur Reparatur“ dieses Defizits.
Meistens beziehen sich die Angaben von NARTH auf männliche Homosexualität. Weibliche Homosexualität wird selten erwähnt.

### Kritik
Im Gegensatz dazu sind führende psychiatrische und psychologische Fachgesellschaften der Ansicht, Homosexualität stelle keine Störung dar. Der bei Ex-Gay-Watch mitwirkende Timothy Kincaid kritisiert dort die Ansichten von NARTH scharf. Manche Mitglieder von NARTH zeigten eine verblüffende Ignoranz gegenüber in der heutigen Zeit lebenden homosexuellen Menschen und manche demonstrierten eine Abscheu, die durch Begriffe ausgedrückt werde, die er als hasserfüllt beschreibt.
Auf der Webseite von NARTH gibt es mehrere Dokumente, in denen der seit 1983 aus der APA ausgeschlossene, in zahlreichen Studien mit wissenschaftlich stark umstrittenen Methoden bis unwissenschaftlich agierende Paul Cameron ohne Hinweis auf seine wissenschaftliche Fragwürdigkeit als Mitautor von Quellen zitiert wird.
In einem Artikel von Dean Byrd, president elect von NARTH, wird der Genetiker Francis Collins in einer Art und Weise zitiert, die den Eindruck erweckt, Collins sei der Meinung, dass Homosexualität geändert werden könne, da sie nicht genetisch determiniert sei. Collins stellte daraufhin richtig, dass der gegenwärtigen Forschungsstand sehr wohl darauf hinweise, dass Homosexualität eine Korrelation mit genetischen Faktoren habe. Es seien zwar auch andere Faktoren als DNA involviert, aber er habe keineswegs impliziert, dass diese Faktoren sich verändern ließen. Laut dem Reorientierungstherapeuten Warren Throckmorton ist letztere Aussage zum derzeitigen Stand der Forschung diejenige, die an das Publikum weitergeben werden sollte. Insbesondere sei zu bedenken, dass es auch irreversible Formen des Lernens gibt, z. B. die Prägung, also Verhaltensweisen, die zwar nicht angeboren bzw. genetisch fixiert sind, aber dennoch nicht veränderlich.
In drei Dokumenten wird, wie in vielen konservativen Medien üblich, eine Studie aus dem Jahre 2003 von Maria Xiridou aus einer Amsterdamer Klinik für Geschlechtskrankheiten so zitiert, als würde sie Aussagen über die extrem geringe Partnerschaftsdauer und so gut wie nicht vorhandene Treue von durchschnittlichen homosexuellen Männern machen. Dabei basiert die Studie auf einer Kohorte von explizit nicht monogamen und relativ vielen HIV-positiven Männern, die ausgewählt wurden um Trends schneller erkennen zu können.

## NARTHs Therapiekonzept
Zielgruppe von NARTH sind Klienten, die den starken Wunsch haben, ihr Bedürfnis nach gleichgeschlechtlichem Geschlechtsverkehr und nach gleichgeschlechtlichen Zweierbeziehungen abzubauen. Da Homosexualität von NARTHs Therapeuten als Störung verstanden wird, fördern sie diesen Wunsch nach einer sexuellen Umorientierung und bieten hierfür Reorientierungstherapien an. Anders als die übrigen Psychotherapeutenverbände halten sie solche Therapien für wirksam, ethisch vertretbar und nicht bedenklich. NARTH nimmt für sich in Anspruch, das Recht der Klienten zu verteidigen, selbst die Richtung der Behandlung zu bestimmen. Das Leiden der Klienten an der Dissonanz zwischen ihrer sexuellen Orientierung und ihrer sonstigen Weltanschauung wird deshalb nicht ergebnisoffen mit unterschiedlichen Mitteln – darunter auch mit bejahenden Ansätzen – behandelt, selbst wenn dies aus Therapeutensicht erfolgversprechender wäre.
Nicolosi leitet von seiner klinischen Erfahrung ab, dass das Ansprechen von tieferliegenden emotionalen Bedürfnissen und vermeintlichen Identitätsdefiziten eine Abnahme gleichgeschlechtlicher Fantasien und Verhalten zur Folge habe. Für Viele folge daraus ein Erwachen von heterosexueller Ansprechbarkeit. Die Veränderung geschehe langsam und dauere normalerweise mehrere Jahre. Ein Drittel seiner Patienten würden „geheilt“: Sie hätten keine gleichgeschlechtlichen Sexualkontakte mehr und die Intensität und Häufigkeit gleichgeschlechtlichen Verlangens wäre vermindert, aber verschwinde nicht zwangsläufig. Ein weiteres Drittel habe signifikante Veränderungen erfahren. Sie verstünden ihre Homosexualität, hätten ein gewisses Maß an Kontrolle und dabei noch immer gleichgeschlechtlichen Sex. Das letzte Drittel erfahre keinerlei Veränderungen. Aussagen über den weiteren Lebensverlauf der ehemaligen Patienten über weitere „Heilungsfortschritte“ oder mögliche „Rückfälle“ gibt es keine, da die klinische Erfahrung nur auf den Zeitraum der laufenden Behandlung begrenzt ist.

### Kritik
Nicolosis vermeintliche Erfahrungen widersprechen dem Konsens aller großen nationalen Fach- und Berufsverbände, der besagt, dass die sexuelle Orientierung nach der frühen Kindheit nicht mehr entscheidend veränderbar ist. Diese ist in der frühen Kindheit biologisch und möglicherweise auch durch psychologische Einflüsse bestimmt. Dabei betrachten sie solche Einflüsse, wenn sie zur Homosexualität führen sollten, nicht als schädlich.
Die Idee einer Reparativen Therapie wurde von verschiedenen konservativen Organisationen angenommen und recht aggressiv beworben, wodurch sich verschiedene Berufsverbände genötigt sahen, öffentliche Stellungnahmen dazu abzugeben. Es wurden dabei ernste Stimmen über mögliche Nachteile für die Klienten laut. Der Surgeon General of the United States David Satcher und die Fachvereinigungen American Medical Association, American Psychological Association, American Psychiatric Association, die American Counseling Association, und die Mental Health America haben sich einhellig gegen den Ansatz der Reparativen Therapie ausgesprochen und geben auch mögliche Schäden zu bedenken.
Zwei ehemalige (Robert Perloff, 2004; Nicholas Cummings, 2005) Leiter der APA bekräftigten jedoch, dass die Amerikanische Psychologenvereinigung keine Probleme damit habe, wenn Psychologen ihre Klienten therapeutisch begleiten, um diesen zu helfen, ihr selbstbestimmtes Ziel der Entwicklung ihres heterosexuellen Potentials zu erreichen. Auch der jetzige APA-Präsident, Gerald Koocher (2006), hat sich zu diesem Thema geäußert, allerdings etwas differenzierter als seine Vorgänger.
Die US-amerikanische Psychologin Lisa Diamond, die Studien zur sexuellen Identität von Frauen veröffentlicht hat und an der University of Utah tätig ist, wehrt sich 2008 gegen den Missbrauch ihrer Daten durch die NARTH. Sie beschuldigt insbesondere den US-amerikanischen NARTH-Mitgründer und Psychologen Joseph Nicolosi der missbräuchlichen Verwendung ihrer Daten und verantwortungslosen Fehlinterpretation.

## Nahestehende Organisationen
Nachdem sich die American Academy of Pediatrics im Februar 2002 zum Wohle der Kinder für die rechtliche Möglichkeit der Adoption eines Kindes durch den Partner in einer gleichgeschlechtlichen Partnerschaft ausgesprochen haben und keine negativen Effekte auf die Entwicklung der Kinder dabei sahen gründeten Dissidenten im Oktober 2002 das sehr namensähnliche American College of Pediatrics (ACP), welches sich nach ihrem Gründer in der christlich-jüdischen Tradition sieht. Die geschätzte Mitgliederzahl liegt 2010 bei 200.
Fünf der sieben Mitglieder des Pediatric Psychosocial Development Committee sind oder waren führende Mitglieder von NARTH (A. Dean Byrd, Joseph Nicolosi, George Alan Rekers, Arthur A. Goldberg und Rick Fitzgibbons). John Raney agiert auch als Autor und Begutachter der Zeitschrift des umstrittenen Paul Cameron. Aufgefallen sind sie vor allem im April 2010 mit ihrer Website Facts About Youth und einer diesbezüglichen Aussendung an Schuldirektoren. Die Selbsteinschätzung der Webseite als „nicht-politische, nicht-religiöse“ Darstellung von aktuellen Fakten zum Thema wird von Warren Throckmorton nicht geteilt. Er sieht sie als einseitige Darstellung mit alten Forschungsergebnissen und einer Dominanz von reparativer Therapie. Die AAP kritisierte die Seite und die Aussendung, weil sie nicht die wissenschaftlichen und medizinischen Erkenntnisse berücksichtigt. Einige wissenschaftliche Veröffentlichungen werden nach eigenem Gutdünken fehlinterpretiert und drei Wissenschaftler (Gary Remafedi, Francis Collins Warren Throckmorton)  haben diese fehlerhafte Interpretation ihrer Werke öffentlich kritisiert.